# Nachal Panter
Nachal Panter (hebrejsky: נחל פנתר) je krátké vádí v severním Izraeli, ve vysočině Ramat Menaše.
Začíná v nadmořské výšce přes 300 metrů nad mořem, na jižním okraji vysočiny Ramat Menaše, severozápadně od města Umm al-Fachm, které je součástí regionu vádí Ara. Odtud vádí směřuje k severozápadu a západu převážně odlesněnou kopcovitou krajinou, přičemž zvolna klesá. Prochází po jižním okraji vesnice Mu'avija (od roku 1995 začleněné do města Basma), za kterou ústí zleva do vádí Nachal Barkan.